# Zygmunt Edward Raczyński
Zygmunt Edward Kazimierz Anastazy z Małuszyna i Raczyna hr. Raczyński (ur. 1861 w Mitawie, zm. 1937 w Obrzycku) – polski magnat i polityk. Syn Wilhelma Leopolda. III ordynat obrzycki od 13 marca 1899.

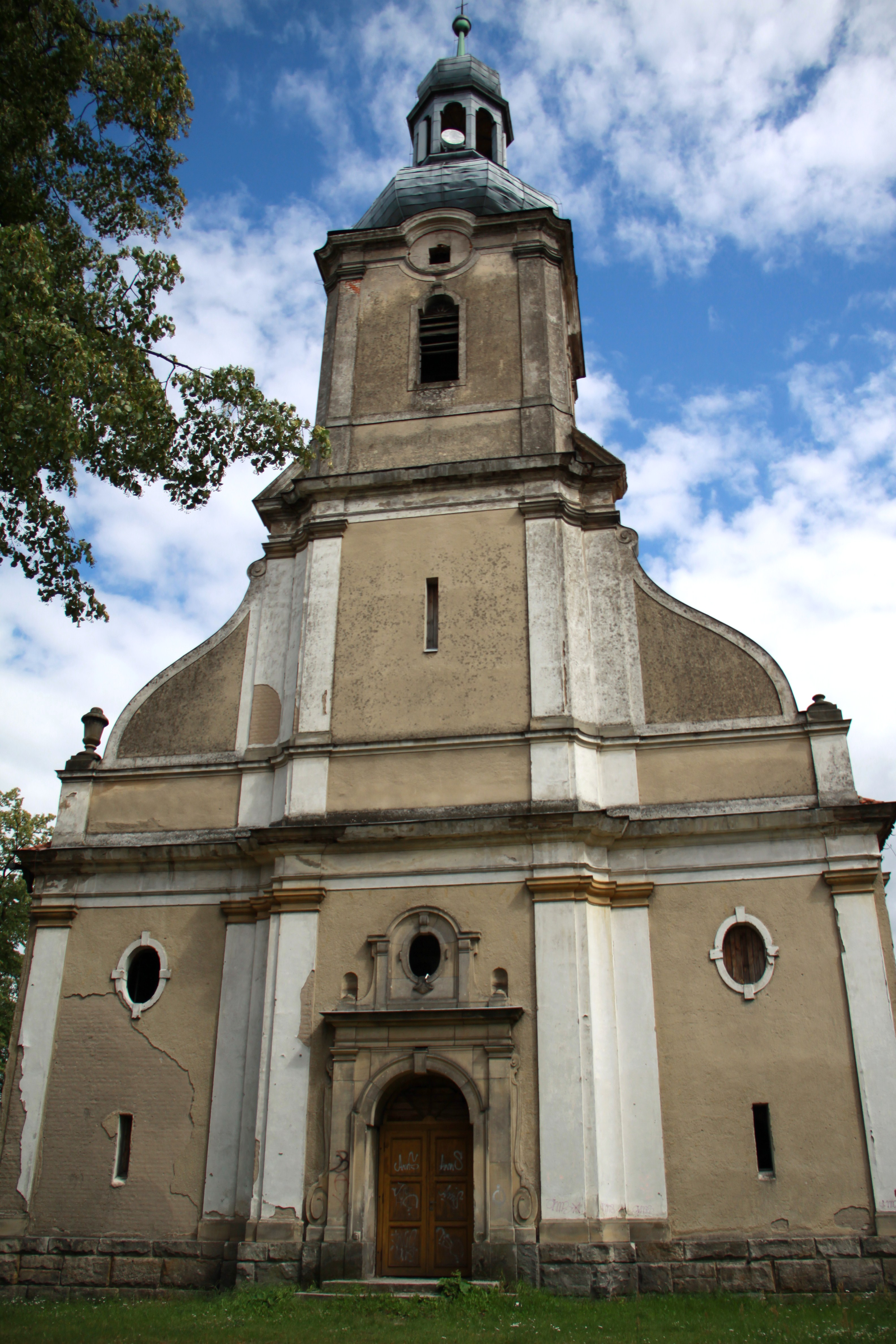
Kościół ewangelicki miejsce spoczynku Zygmunta Edwarda Raczyńskiego

## Życiorys
Otrzymał staranne wykształcenie w duchu niemieckim (był przewidywany jako główny zarządca dóbr wielkopolskich rodu). Naukę w gimnazjum odbywał w Erfurcie, ale przerwał ją z uwagi na postanowienie zostania oficerem. Rodzina przeniosła się w celu kontynuowania nauki do Poczdamu, ale i ta ścieżka kariery okazała się chybiona, gdyż z uwagi na powiększona tarczycę, uznano go za niezdolnego do służby wojskowej. 
Rozczarowany niepowodzeniami udał się na Śląsk, gdzie pracował jako wolontariusz w różnych zakładach rolniczych, a następnie pojechał do Genewy, gdzie brał udział w wykładach ogólnokształcących na tamtejszym uniwersytecie. 
Podróżował wiele po Europie, w Rzymie poznając baronównę Antoninę Józefę Marię Paulinę von Bönninghausen gennant von Budberg, z którą się ożenił w 1894. Zamieszkali w Dreźnie. W 1899 odziedziczył po Karolu Raczyńskim ordynację obrzycką rodu Raczyńskich. Rodzina przebywała tam okresowo, by w 1902 osiąść tu na stałe, w tzw. Augustusburgu na Zielonejgórze. 
27 stycznia 1905 otrzymał pruski tytuł hrabiego. Z majątkiem wiązał się przywilej zasiadania w pruskiej Radzie Panów, z którego korzystał (jako bezpartyjny) do 1918, tj. do czasu rozwiązania tego ciała. Wspomagał instytucje dobroczynne i żył bardzo skromnie. 
Zmarł z powodu chorób serca, pozostawiając pięcioro dzieci: Cecylię Karolinę (ur. 1895), Teresę Marię (ur. 1897), Zygmunta Emeryka (ur. 1901), Andrzeja (ur. 1910) i Wilhelma Józefa. Został pochowany w kościele ewangelickim w Obrzycku, do którego powstania w 1911 przyczynił się pomocą finansową.